# Wählergruppe
Eine Wählergruppe ist eine Vereinigung, die zu Wahlen antritt, ohne den Status einer politischen Partei zu beanspruchen. Verbreitete Bezeichnungen sind Wählergemeinschaft (Wgem.), Wählerinitiative, Wählervereinigung, Unabhängige Wählergemeinschaft (UWG), Unabhängige Wähler-Vereinigung (UWV), Bürgervereinigung (BV), Bürgerliste, Parteifreie u. v. a. m.; im deutschen Europawahlrecht lautet die Bezeichnung sonstige politische Vereinigung (SPV).

## Entstehung und Zweck
Oft entstehen Wählergruppen aus Bürgerinitiativen; engagierte Bürger schließen sich zur Kandidatur bei einer Wahl zusammen. Der Schwerpunkt ihrer Arbeit liegt meist in der Kommunalpolitik. Andere Wählergruppen stellen ein Sammelbecken von parteilosen, aber politisch interessierten und engagierten Menschen dar, die entweder nicht einer Partei beitreten möchten oder die Kräfte der gemäßigt bürgerlich-konservativen Meinungen bündeln wollen.
Als Freie Wähler bezeichnen sich Wählervereinigungen (aber auch Parteien), die sich von der herkömmlichen Parteipolitik abgrenzen wollen, die Wähler offen auf eine vorhandene oder behauptete Parteienverdrossenheit ansprechen und dies zu ihrem politischen Programm machen.
Oft wird auch der Ausdruck Wählerinitiative synonym für den Begriff Wählergruppe verwendet. Wählerinitiative bezeichnet jedoch in der deutschen Politik auch Gruppierungen von Bürgern, die nicht selbst zur Wahl antreten, sondern für die Wahl einer anderen Partei werben, der sie jedoch nicht angehören.
Eine Sonderform ist die Namensliste, die sich um eine einzelne fraktionslose politische Person gruppiert. Diese sind primär auf Gemeindeebene zu finden, um ein Bürgermeisteramt zu erzielen, aber auch beispielsweise in der gesamtstaatlichen Politik die Liste Martin oder das Team Stronach in Österreich, wo Wahlpartei den Überbegriff im Parteienrecht darstellt.
Zur Rechtfertigung unabhängiger Wählergruppen wird oft angeführt, dass in einer Gemeinde eine bürgernahe Sachpolitik Vorrang vor der ideologisch geprägten Parteipolitik habe. Deshalb sei eine Zugehörigkeit zu einer der großen politischen Parteien weder wünschenswert noch notwendig.

## Situation in Deutschland

### Rechtlicher Status und Zulassung zu Wahlen
Im deutschen Kommunalwahlrecht bestehen je nach Bundesland unterschiedliche Vorgaben für die Teilnahme von Wählergruppen an Kommunalwahlen. Wählergruppen müssen im Allgemeinen ihre rechtmäßige Gründung beweisen, eine ordnungsgemäße Satzung haben und nachweisen, dass ihr Vorstand nach demokratischen Grundsätzen bestellt wurde. Sehr oft, aber nicht zwingend notwendig, sind Wählergruppen örtlich in der Form eines eingetragenen Vereins (e. V.) organisiert.
Nach dem deutschen Parteiengesetz gelten Wählergemeinschaften nicht als Parteien. Sie können erst zur Bundestags- oder Landtagswahl antreten, wenn ihre Organisation die formellen gesetzlichen Anforderungen erfüllt.
Es ist verfassungsrechtlich unzulässig, die Teilnahme bei Kommunalwahlen auf Parteien zu beschränken und Wählergruppen hiervon auszuschließen. Siehe hierzu Kommunalwahlen im Saarland 1960 (Ungültig) und die dort beschriebene Rechtsprechung des Bundesverfassungsgerichtes.
Kommunale Wählergemeinschaften können nicht gemeinnützig sein, jedoch sind Spenden an sie wie Spenden an Parteien nach § 34g Einkommensteuergesetz (EStG) steuerbegünstigt (aber nicht zusätzlich darüber hinaus nach § 10b EStG als Sonderausgabe absetzbar), jedoch sind die Wählergemeinschaften nicht wie Parteien rechenschaftspflichtig (siehe auch Parteienfinanzierung#Deutschland).
Bei Europawahlen können Wählervereinigungen antreten, die dann als sonstige Politische Vereinigung (SPV) bezeichnet werden. Die Bestimmungen für sonstige Politische Vereinigungen bei Europawahlen sind in § 8 Abs. 1 EuWG und § 32 EuWO festgelegt. Sie unterscheiden sich demnach von politischen Parteien, müssen aber mitgliedschaftlich organisiert sein, Teilnahme an der politischen Willensbildung und Ausrichtung auf die Mitwirkung in Volksvertretungen anstreben sowie Sitz, Geschäftsführung, Tätigkeit und Mitgliederbestand in einem Mitgliedstaat der Europäischen Union haben. Dabei reicht es, wenn sie ausdrücklich für eine einzige Europawahl gebildet wurden. Die Erfüllung aller anderen im Parteiengesetz genannten Voraussetzungen ist nicht nötig. Wie die Parteien erhalten auch die SPV Wahlkampfkostenrückerstattung.

### Verbreitung und Organisation
Vor allem im ländlichen Raum haben Wählergruppen eine oft starke Bedeutung in der Kommunalpolitik und stellen in vielen Gemeinden auch Bürgermeister und Teile des Gemeinderats, ja dominieren ihn in ihren Hochburgen manchmal. In kleinen und mittleren Städten gelang es ihnen, zunächst meist nur in ihren Hochburgen etwa in Baden-Württemberg oder Bayern, Oberbürgermeisterposten zu erringen. Vielfach stellen sie im Rahmen von Koalitionen aber Bürgermeister oder Beigeordnete. In Großstädten hatten Wählergruppen zunächst geringeres Gewicht. In neuerer Zeit gelingt es ihnen jedoch, auch dort eine Vertretung zu erreichen.

### Positionen
Wählergruppen sind in ihrer Politik meist kommunal ausgerichtet, ihre Positionen sind daher unterschiedlich und uneinheitlich. Parteiprogramme, ähnlich denjenigen etablierter Parteien, gibt es meist nicht. Im Einzelfall greifen Wählergruppen wie die Freien Wähler auch landespolitische und bundespolitische Themen auf. Kritisiert wird unter anderem die Parteienfinanzierung (Bundespolitik). Forderungen sind unter anderem die Umsetzung von direkter Demokratie auf kommunaler und auf Landesebene.

### Bewegungen von Wählergruppen
Aus Gründen der Übersichtlichkeit sind hier nur Bewegungen von Wählergruppen mit besonderer Relevanz, d. h. in mindestens zwei Bundesländern aktiv, aufgeführt.

#### Frauenlisten
Frauenlisten werden überwiegend bis ausschließlich von Frauen mit Frauen aufgestellt. Das Konzept gibt es seit 1920.

#### Freie Wähler
Eine große Organisation von Wählergruppen sind die „Freien Wähler“. Bundesweit sind sie am stärksten in Baden-Württemberg vertreten, wo sie 44 Prozent aller Gemeinderäte (stärkste Gruppierung) und 24 Prozent aller Kreisräte (zweitstärkste Gruppierung) stellen.
Aufgrund der regionalen Ausrichtungen war eine bundesweit einheitliche Struktur zunächst erst im Aufbau. Die Freien Wähler haben für die Europawahl in Deutschland 2009 auf Bundesebene eine Wählergruppe gegründet, um auch dort die Gemeinden und Städte zu stärken. Mehrere Landesverbände beziehungsweise Landesvereinigungen von Freien Wählern haben sich zum „Bundesverband Freie Wähler“ zusammengeschlossen. Die Freie Wählergruppe EU e. V. hat auf ihrer Mitgliederversammlung im Februar 2010 in Münster die Europawählergruppe geschlossen und sie in eine Freie Wähler-Bundesvereinigung übergeben, wo sich nun Landesverbände mit ihren Mitgliedern anschließen. Die Europawählergruppe sowie der Bundesverband wird in der Bundesvereinigung vereint. Dies dient dazu, sich zu Landtagswahlen, Bundestagswahlen und Europawahlen länderübergreifend zur Wahl aufstellen zu lassen. Die Landesvereinigung Freie Wähler Sachsen-Anhalt beispielsweise trat zur Landtagswahl 2011 an. In der Landesvereinigung hatten sich Unabhängige Wählergemeinschaften, Freie Wählergemeinschaften und Teile der Volksinitiative Sachsen-Anhalt zusammengeschlossen.
Mittlerweile besteht die Bundesvereinigung Freie Wähler als Bundespartei, die in den Landtagen von Bayern und Rheinland-Pfalz vertreten ist. Seit 2018 ist sie Teil der Bayerischen Staatsregierung. Sie ist ab 2009 mit einem und ab 2019 mit zwei Sitzen im Europäischen Parlament vertreten. Sie ist auch kommunalpolitisch aktiv.

#### Die Anfänge der Grünen
Auch die Grünen waren in Deutschland zunächst nicht als politische Partei organisiert. Der Parteigründung waren drei Wählervereinigungen und eine bereits existierende Kleinpartei vorausgegangen: Eine erste „grüne“ Gruppierung war die Grüne Liste Umweltschutz, die seit 1977 in Niedersachsen Erfolge bei Kommunal- und Landtagswahlen erzielen konnte. 1978 gründeten sich die Grüne Liste Schleswig-Holstein und die Grüne Aktion Zukunft, und als vierte Organisation ging die nationalkonservative Partei Aktionsgemeinschaft Unabhängiger Deutscher in der 1980 neu gegründeten Partei „Die Grünen“ auf. Bei der Europawahl in Deutschland 1979 trat allerdings schon eine Sonstige Politische Vereinigung „Die Grünen“ an und erreichte dabei 3,2 % der Stimmen in der Bundesrepublik Deutschland.

#### Klimalisten
Seit 2020 treten verschiedene Wählergruppen (und Parteien) zu Kommunal- und Landtagswahlen an, die sich für Klimaschutzmaßnahmen zur Einhaltung des 1,5-Grad-Ziels einsetzen. Die Klimalisten sehen sich als Graswurzelbewegung.

## Situation in der Schweiz

### Rechtliche Voraussetzungen
In der Schweiz bestehen keine formellen Voraussetzungen, um als Gruppe an Wahlen teilnehmen zu können. Die Parteien und Gruppen organisieren sich in der Regel als Verein, was sehr einfach zu bewerkstelligen ist.

### Verbreitung
In der deutschsprachigen Schweiz haben Freie Wähler fast ausschliesslich kommunale Bedeutung. Sie treten in einer kleinen Zahl von meist ländlichen Gemeinden in einzelnen Kantonen auf, insbesondere im Kanton Bern. Die Gemeinden mit Freien Wählern sind eher klein. Freie Wähler leben in besonderem Ausmass von der Persönlichkeit einzelner Exponenten. Sie haben als Wählergruppe nur Bestand, wenn es ihnen gelingt, im Gemeinderat oder, in grösseren Gemeinden, im Gemeindeparlament vertreten zu sein. In einzelnen Gemeinden stellen sie sogar den Gemeindepräsidenten. Teilweise treten unter dem Namen Freie Wähler auch Politiker auf, die aufgrund von Meinungsverschiedenheiten aus ihrer bisherigen Partei ausgeschlossen wurden. Ein Beispiel dafür ist der Ausschluss des Landrates Urs-Peter Moos aus der SVP und die daraufhin erfolgte Gründung der Freien Wähler Binningen.

### Abgrenzungen
In einem weiteren Sinne wird in der Schweiz der Begriff Freie Wähler auch verwendet, um parteilose Kandidaten auf einer Parteiliste zur Wahl vorzuschlagen (XY-Partei und Freie Wähler).
Nicht zu verwechseln mit den Freien Wählern sind die Freien Listen. Unter dieser Bezeichnung wurden in den letzten Jahrzehnten vor allem in städtischen Gebieten Parteien gegründet, die ein besonderes Augenmerk auf die Umweltpolitik legen und im Übrigen eher eine links-liberale Weltanschauung vertreten. In der Folge benannten sich die meisten davon in Grüne Freie Liste um, sie bilden heute einen Teil der Grünen in der Schweiz. Beispielhaft dafür ist die Entwicklung der Grünen im Kanton Bern mit dem Gründungsmitglied Leni Robert.
Dem Namen nach ist das Mouvement citoyens genevois (deutsch Genfer Bürgerbewegung) auch eine Wählergruppe, sie wird aber allgemein als rechtspopulistische Protestpartei eingeordnet.